# CPMA
CPMA是Quake系列游戏最著名的非官方游戏MOD之一，全称为Challenges Pro Mode Arena，中文翻译为专业模式挑战竞技场。这个模式是由法国的一些玩家们在普通模式上面进行二次开发而产生的新的模式。由于其不同于原始游戏的特性，受到众多玩家的喜爱，并由此产生了很多职业进行CPMA游戏的玩家和战队。

## CPMA的特性

### 物理移动特性
CPMA的物理移动特性非常特殊，和原游戏模式不一样，这个模式可以进行诸如二次跳跃、斜坡跳等匪夷所思的物理运动，而这些跳跃则在由Quake II升级至Quake III时被取消掉。

### 武器切换特性
为了增加游戏和比赛的刺激性，CPMA取消了原有游戏的450毫秒的武器切换延迟时间，从而可以让玩家在短时间内使用不同种类的几种武器击出威力很大的组合伤害。

### 武器系统特性
1号武器（Gauntlet，即手锯）的振退量减半；2号枪（Machine Gun，即机枪）的伤害力减少；3号枪（Shot Gun，即霰彈）的弹丸数量和伤害范围增加，但是每颗弹丸造成的伤害力减少；5号枪（Rocket Launcher，即火箭发射器）的子弹运行速度增加了11.1%；7号枪（Rail Gun，即涡轮枪）的最大携带弹药量减少；8号枪（Plasma Gun，即等离子枪）的振退量和伤害力均有减少。

### 其他特性
CPMA中的物品属性和重生时间均较原模式有修改，但是程度不大。它们在地图中所处的高度也有增高，避免了意外从物品上方跳过而无法收集的尴尬场面。